# Cristina de Pèrsia
Cristina de Pèrsia (morta a Pèrsia el 559) va ser una jove cristiana que va ésser torturada (fuetejada) a causa de la seva fe, i morta com a màrtir sota el regnat de Còsroes I de Pèrsia.
És venerada com a santa per l'Església catòlica i l'Església Ortodoxa. La seva festivitat litúrgica és el 13 de març.
La seva història, de la que no se'n coneixen més dades, va servir com a base per a la creació de la figura llegendària de Santa Cristina de Bolsena.